# Mont Aubert
Der Mont Aubert ist ein 1339 m ü. M. hoher Bergrücken im Schweizer Jura. Der Gipfel liegt auf dem Gemeindeboden von Bonvillars im Kanton Waadt rund 10 km nordnordöstlich von Yverdon-les-Bains. Hauptanteil an der Höhe des Mont Aubert hat die Gemeinde Concise. Der Höhenrücken ist im Kammbereich teils bewaldet, teils von Weiden bestanden; die Hänge weisen eine dichte Bewaldung auf.

## Lage
Im Gegensatz zu den Jurahöhenzügen der Region, die in Richtung Südwest-Nordost orientiert sind, zeigt der Mont Aubert eine West-Ost-Ausrichtung. Der Bergrücken fällt gegen Süden steil, gegen Osten relativ sanft zum Neuenburgersee ab. Die nördliche Abgrenzung bildet die Mulde von Les Rochats, die durch den Bach Vaux zum Neuenburgersee entwässert wird. Nach Westen geht der Mont Aubert in den Höhenrücken des Thévenon über.

## Geologie
Der Höhenrücken des Mont Aubert stellt strukturgeologisch gesehen die dem Mittelland am nächsten gelegene Antiklinale des Faltenjuras dar, deren anstehendes Gesteinsmaterial aus marinen Sedimenten der oberen Jurazeit (Malm) stammt. Man kann den Mont Aubert als östliche Fortsetzung der Suchet-Aiguilles de Baulmes-Antiklinale bezeichnen, die jedoch im Bereich von Bullet nur wenig ausgeprägt und weitgehend in die Hauptantiklinale der Chasseron-Soliat-Kette integriert ist.

## Karte
- Landeskarte der Schweiz 1:25000, Blatt 1183, Grandson